# Gymnosporangium davisii
Gymnosporangium davisii är en svampart som beskrevs av F. Kern 1908. Gymnosporangium davisii ingår i släktet Gymnosporangium och familjen Pucciniaceae.   Inga underarter finns listade i Catalogue of Life.